# جوش وليامز (لاعب كرة قدم أمريكية)
جوش وليامز (بالإنجليزية: Josh Williams)‏ هو لاعب كرة قدم أمريكية أمريكي، ولد في 9 أغسطس 1976 في دنفر في الولايات المتحدة.

## وصلات خارجية
- جوش وليامز على موقع مرجع كرة القدم المحترفة.كوم (الإنجليزية)